# العلاقات الطاجيكستانية الغواتيمالية
العلاقات الطاجيكستانية الغواتيمالية هي العلاقات الثنائية التي تجمع بين طاجيكستان وغواتيمالا.

## مقارنة بين البلدين
هذه مقارنة عامة ومرجعية للدولتين:
| وجه المقارنة                                              | طاجيكستان                          | غواتيمالا       |
| --------------------------------------------------------- | ---------------------------------- | --------------- |
| المساحة (كم2)                                             | 143.10 ألف                         | 108.89 ألف      |
| عدد السكان (نسمة)                                         | 8.92 مليون                         | 17.26 مليون     |
| الكثافة السكانية (ن./كم²)                                 | 62.33                              | 158.51          |
| العاصمة                                                   | دوشنبه                             | غواتيمالا       |
| اللغة الرسمية                                             | اللغة الطاجيكية                    | اللغة الإسبانية |
| العملة                                                    | ساماني طاجيكي، الروبل الطاجيكستاني | كتزال غواتيمالي |
| الناتج المحلي الإجمالي (بليون دولار)                      | 7.15 مليار                         | 75.62 مليار     |
| الناتج المحلي الإجمالي (تعادل القوة الشرائية) بليون دولار | 24.03 مليار                        | 126.21 مليار    |
| الناتج المحلي الإجمالي الاسمي للفرد دولار أمريكي          | 925                                | 3.90 ألف        |
| الناتج المحلي الإجمالي للفرد دولار أمريكي                 | 2.69 ألف                           | 7.45 ألف        |
| مؤشر التنمية البشرية                                      | 0.624                              | 0.627           |
| رمز المكالمات الدولي                                      | +992                               | +502            |
| رمز الإنترنت                                              | .tj                                | .gt             |
| المنطقة الزمنية                                           | ت ع م+05:00                        | 00              |

## منظمات دولية مشتركة
يشترك البلدان في عضوية مجموعة من المنظمات الدولية، منها:
| علم المنظمة | اسم المنظمة                        | تاريخ انضمام طاجيكستان | تاريخ انضمام غواتيمالا |
| ----------- | ---------------------------------- | ---------------------- | ---------------------- |
|             | مؤسسة التنمية الدولية              | 4 يونيو 1993           | 27 أبريل 1961          |
|             | مؤسسة التمويل الدولية              | 2 ديسمبر 1994          | 20 يوليو 1956          |
|             | منظمة حظر الأسلحة الكيميائية       | ?                      | ?                      |
|             | الأمم المتحدة                      | 2 مارس 1992            | 21 نوفمبر 1945         |
|             | الاتحاد الدولي للاتصالات           | 28 أبريل 1994          | 10 يوليو 1914          |
|             | منظمة الشرطة الجنائية الدولية      | ?                      | ?                      |
|             | البنك الدولي للإنشاء والتعمير      | 4 يونيو 1993           | 28 ديسمبر 1945         |
|             | الاتحاد البريدي العالمي            | ?                      | ?                      |
|             | وكالة ضمان الاستثمار متعدد الأطراف | 9 ديسمبر 2002          | 11 يوليو 1996          |
|             | يونسكو                             | 6 أبريل 1993           | 2 يناير 1950           |

## وصلات خارجية
- موقع وزارة الخارجية الغواتيمالية